# Hypena camptogrammalis
Hypena camptogrammalis là một loài bướm đêm trong họ Erebidae.